# Otto Christ

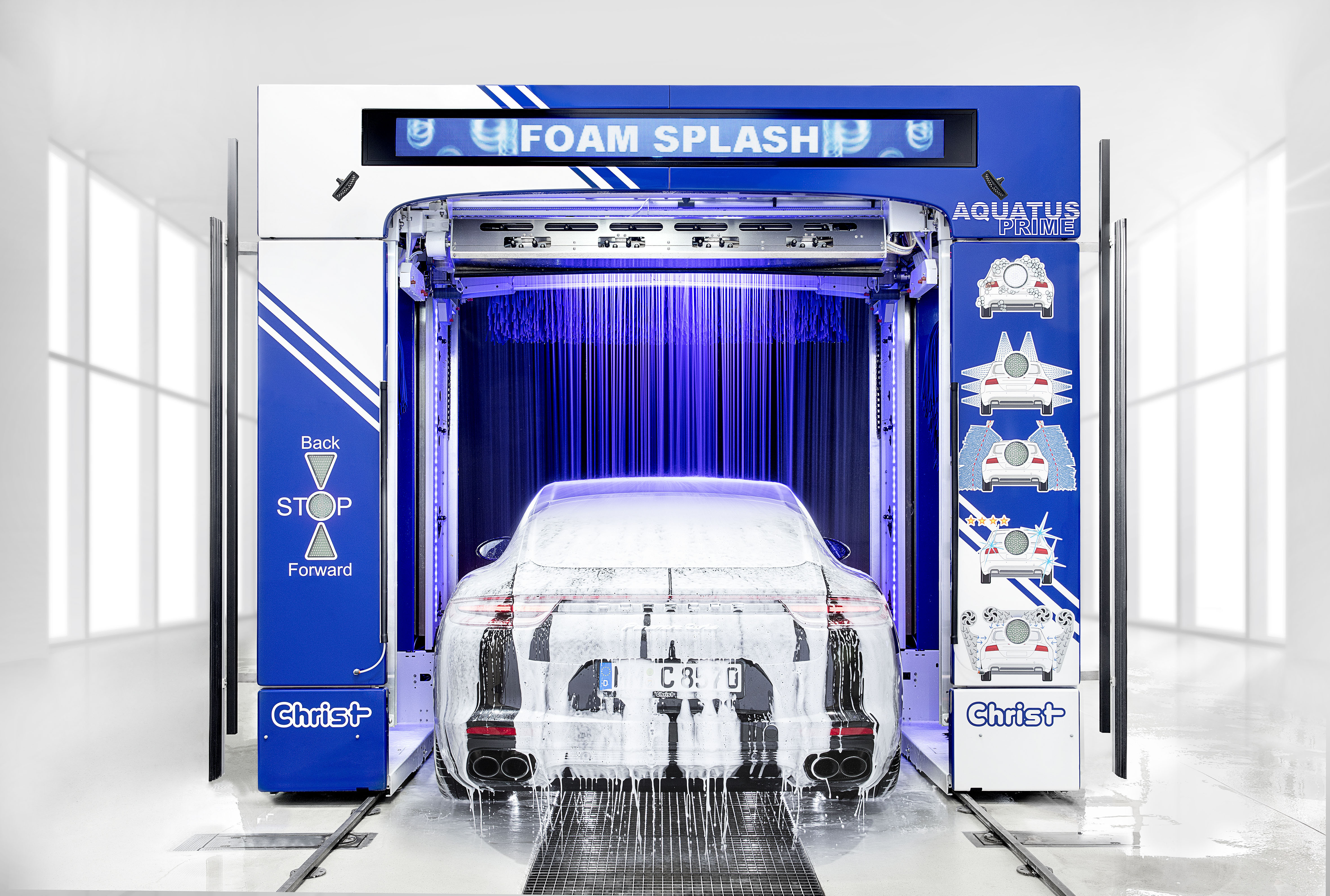
Christ AQUATUS PRIME Portalwaschanlage

Die Otto Christ AG ist ein deutscher Hersteller von Waschanlagen.
Das Produktsortiment umfasst Portalwaschanlagen, Waschstraßentechnik, SB-Wasch- und Saugsysteme, Fahrzeugwaschchemie, LKW-/Buswaschanlagen und Sonderanlagen für Schienentechnik (Tram- und Zugwaschanlagen) sowie Bezahlsysteme, Digitialiserungslösungen, Zubehörprodukte und Komplett- und Servicelösungen im Bereich Fahrzeugwäsche.

## Geschichte
Anton Christ gründete 1879 in Memmingen einen Handwerksbetrieb für die Herstellung von Getreidesieben, Drahtgewebe und Kirchengitter. Dabei kommt 1924 erstmalig ein Automat zur Herstellung von Drahtgeflecht zum Einsatz. In den Kriegsjahren produziert das Unternehmen Nägelmaschinen und Drahtmatratzen. 1963 baute Franz Christ die erste Autowaschanlage neben dem elterlichen Betrieb, 1968 folgt die erste Waschstraße. 
1980 spezialisierte sich die Unternehmung auf die Herstellung von Autowaschanlagen und Waschstraßen. 1996 erfolgt die Gründung der Aktiengesellschaft Otto Christ. 2007 wurde die Verpackungsfirma Skinetta Pac Systeme GmbH & Co. KG vom Unternehmen Hans Kolb Wellpappe erworben, um damit die Verpackungssparte Christ Packing Systems zu vergrößern.
1996 wurde die Christ Elektronik GmbH als weiteres Tochterunternehmen gegründet. Das Unternehmen entwickelt und produziert Industrie PCs, Touch Panel PCs und Touch Monitore für unterschiedliche Branchen der Industrie. Im Jahr 2015 wurde das Unternehmen zur Christ Electronic Systems GmbH umfirmiert.

## Konzernstruktur
Die Otto Christ AG ist eine familiengeführte Aktiengesellschaft und unterhält Tochterfirmen in Deutschland, Österreich, Schweiz, Niederlande, Tschechien, der Slowakei, Ungarn, Spanien und Frankreich. (Stand 2021)